# 2022年學甲槍擊案
2022年11月10日凌晨，臺南市議員謝財旺位於學甲區的服務處及位於頂山寮一間公司遭到槍擊。兩起事件中槍手共擊發88顆子彈，因此亦被媒體稱為學甲88槍擊案。由於發生時間逼近地方選舉投票日，槍擊受到國內政壇及媒體關注。截至2024年，共有8人被逮捕及審判。

## 槍擊
2022年11月10日凌晨，槍手從臺南市市區騎乘機車抵達學甲區。2點58分，槍手持衝鋒槍對學甲工業區一家公司掃射，共擊發58顆子彈。該廠房為民進黨中央執行委員郭再欽所有，原租給「立德鑫」公司，後出售予他人。同名槍手3點6分前往親綠營的無黨籍臺南市議員謝旺財服務處，4秒內對鐵門掃射30槍，該處亦為其女謝舒凡競選總部，謝旺財不再即將到來的地方選舉尋求連任，由其女謝舒凡獲民進黨提名為市議員參選人。
槍手先在北區竊取機車並掛上變造車牌；犯案後，在將軍區改換另一面變造車牌，再延佳里、西港、安定區逃回市區。

## 調查及逮捕
犯案後，槍手孔祥志與通緝犯洪政軍逃亡至中國福建省，期間曾任中國國民黨中央委員的前學甲鎮代會主席王文宗資助孔祥志、洪政軍逃亡開銷與隱匿身分，並2度前往中國會面。
案經洪政軍與孔祥志遭中國警方逮捕，112年2月25日遣返台灣歸案。台南地檢署歷經數月偵查後，起訴洪政軍等8人。

## 偵查及審判
2023年3月24日地檢署拘提王文宗，依藏匿人犯、恐嚇等罪嫌，向台南地院聲請羈押禁見，25日裁定獲准。王文宗提出抗告，台南高分院31日撤銷原裁定，發回台南地院。台南地院認為無證據顯示王與槍擊案之關聯，4月1日裁定以70萬元交保，限制住居及出境出海8個月。檢方提出抗告，惟被台南高分院3日駁回。
2023年4月14日，地檢署偵查終結，起訴王文宗、洪政軍、槍手孔祥志、共犯楊展華、李奇漢、郭建彰、蔡金郎、謝俊誠。當日晚間，除洪政軍已因他案發監執行9年有期徒刑、李奇漢亦另案收押，台南地院裁定羈押孔祥志3個月，楊展華、蔡金郎、郭建彰、謝俊誠分別以30萬元、20萬元、10萬元、10萬元交保，並限制住居。
2025年3月，最高法院駁回上訴全案定讞，幕後主導的王文宗依犯使犯人隱蔽罪，判刑6月確定；從犯郭建彰、楊展華依同罪，判刑5月確定，3人均可易科罰金。3人另被控犯共同恐嚇危害安全等罪嫌，檢方舉證不足，此部分駁回上訴，無罪確定。被告謝俊誠、蔡金郎，無罪確定。主嫌洪政軍犯非法持有非制式衝鋒槍罪、受禁止出國處分而出國罪，事證明確，判處應執行有期徒刑10年確定；孔祥志判處8年徒刑確定；司機李奇漢判刑1年確定。